# 喬亞區

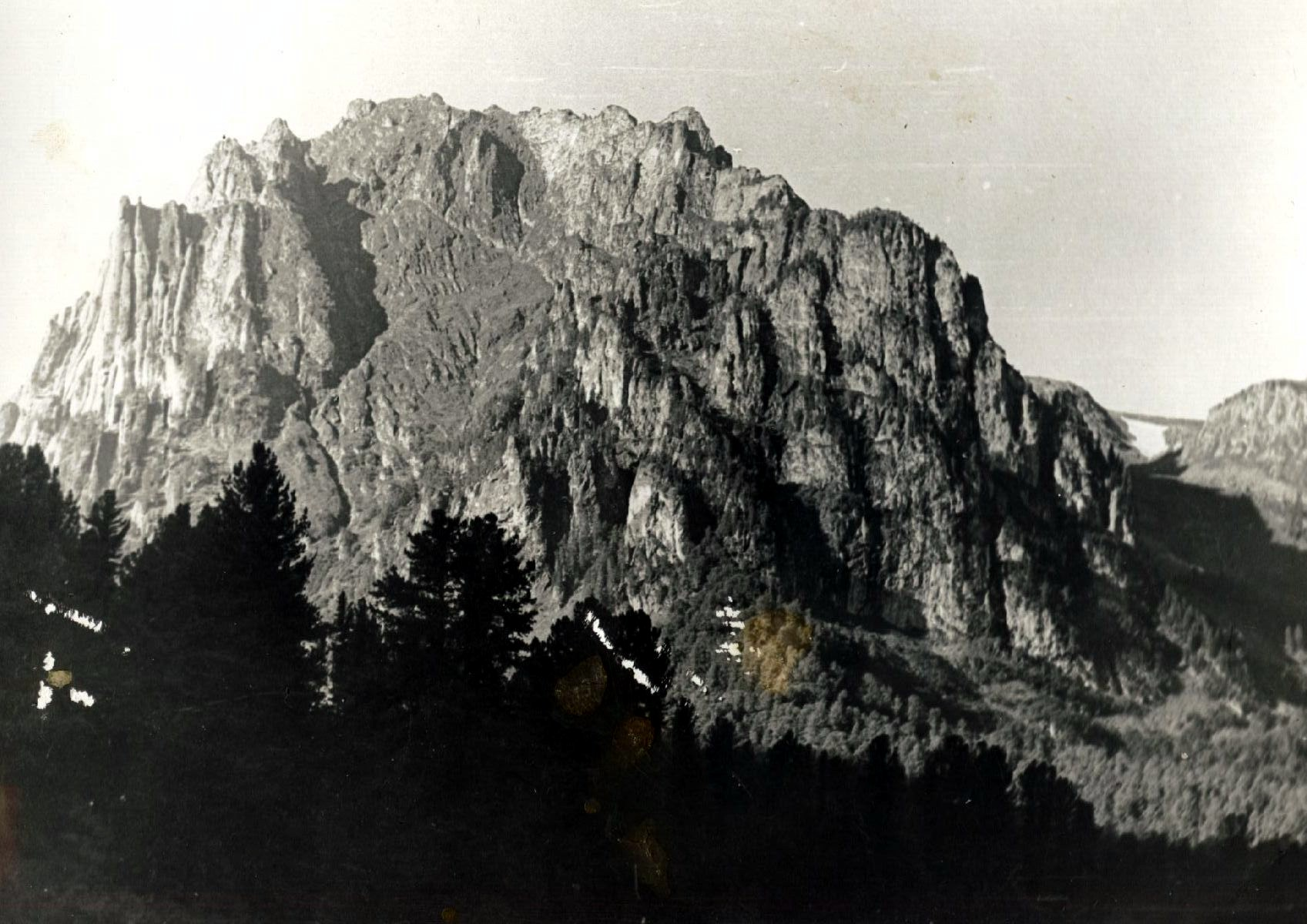

51°43′N 86°33′E / 51.717°N 86.550°E
喬亞區（俄语：Чойский район），是俄羅斯阿爾泰共和國的一個區，位於該國南部，始建於1980年10月20日，面積4,526平方公里，2010年時人口為8,348，人口密度每平方公里1.84人。